# BorgWarner
BorgWarner Inc. er en multinational amerikansk producent af bildele, hvilket gælder mekaniske- og elektriske systemer. De har hovedkvarter i Auburn Hills, Michigan. De har 93 fabrikker i 22 lande og ca. 49.000 ansatte.
Virksomheden blev etableret i 1928 som Borg-Warner Corporation. Det skete ved en fusion mellem Borg & Beck, Marvel-Schebler, Warner Gear og Mechanics Universal Joint.